# HV Cabezota
Cabezota is de handbalvereniging van de Universiteit Twente in Enschede. De vereniging is opgericht in september 1964. Sinds haar bestaan is het sportcentrum van de Universiteit haar thuisbasis. De clubkleur is groen. Dit is terug te vinden in het tenue, er wordt gespeeld in groene shirts met zwarte broeken. Jodokus is de naam van de olifant die de mascotte is van de vereniging.
In het seizoen 2020/2021 speelt het herenteam in de regionale eerste klasse.